# كاظم جهاد
كاظم جهاد شاعر ومترجم عراقيّ ولد في الناصريّة في جنوب العراق عام 1955م، ويقيم في باريس منذ 1976. يمارس النقد الأدبيّ وترجمة الشّعر والفلسفة ويُعلّم الأدب العربيّ والأدب المقارن في «المعهد الوطني للّغات والحضارات الشرقيّة» (إينالكو) بباريس.

## من ترجماته إلى اللغة العربية
| الكتاب                                                     | المؤلف             | التاريخ | المصدر                                                                                    |
| ---------------------------------------------------------- | ------------------ | ------- | ----------------------------------------------------------------------------------------- |
| صلاح ستيتيه: مختارات من شعره ودراسات عنه                   |                    | 1982    | [ 2 ]                                                                                     |
| المناضل الطبقي على الطريقة التاوية (ِشعر)                   | عبد الكبير الخطيبي | 1986    |                                                                                           |
| فلسطين 1948: التغييب                                       | إلياس صنبر         | 1987    |                                                                                           |
| رحلات إلي الشرق: غزة، القاهرة، كابادوكيا                   | خوان غويتسولو      | 1991    |                                                                                           |
| في الاستشراق الأسباني: دراسات فكرية                        | خوان غويتسولو      | 1997    |                                                                                           |
| صيدلية أفلاطون                                             | جاك دريدا          | 1998    |                                                                                           |
| الكتابة والاختلاف                                          | جاك دريدا          | 2000    |                                                                                           |
| الكوميديا الإلهية                                          | دانتي أليغييري     | 2002    | في 1036 صفحة، منشورات اليونسكو بباريس والمؤسّسة العربية للدراسات والنشر في عمّان-بيروت      |
| أسير عاشق (رواية)                                          | جان جينيه          | 2002    |                                                                                           |
| الأشعار الفرنسية الكاملة                                   | راينر ماريا ريلكه  | 2006    |                                                                                           |
| الآثار الشعرية                                             | آرتور رامبو        | 2007    | منشورات الجمل، بيروت- بغداد، وطبعة ثانية مزيدة بنصّ لرامبو مكتشف حديثاً، الدار نفسها، 2008. |
| كتاب الساعات وقصائد أخرى (الآثار الشعرية الجزء الأول)      | راينر ماريا ريلكه  | 2009    | [ 3 ]                                                                                     |
| كتاب الصور: يليه قصائد جديدة (الآثار الشعرية الجزء الثاني) | راينر ماريا ريلكه  | 2009    | مشروع كلمة في أبو ظبي ومنشورات الجمل، بيروت-بغداد                                         |
| سونتيات إلى أورفيوس يسبقه مراثي دوينو وقصائد أخرى          | راينر ماريا ريلكه  | 2009    | [ 5 ]                                                                                     |
| ما وراء الرومنطيقية: كتابات في الفن                        | شارل بودلير        | 2019    | بالاشتراك مع أم الزين بنشيخة المسكيني                                                     |
| أشعار متجاوبة                                              | أندريه ميكيل       | 2020    |                                                                                           |

## إصداراته

### المجموعات الشعرية
- الماء كلّه وافدٌ إليّ، المؤسّسة العربية للدراسات والنشر، عمّان-بيروت 1999.
- مِعمار البراءة، منشورات الجمل، بيروت-بغداد، 2007.

أصدر بالفرنسية عدداً من الدراسات في الأدب العربيّ أهمّها:
1- Le Livre des prodiges, anthologie des karâmât des saints de l’islam, traduction suivie d’une étude, éd. Actes-Sud/Sindbad, Arles, 2002.
2- Le roman arabe (1834-2004): bilan critique, Actes-Sud/Sindbad, Arles, 2006.
3– La Part de l’étranger - La traduction de la poésie dans la culture arabe, éd. Actes-Sud, Arles, 2007.
4 – Le Labyrinthe et le géomètre, essais sur la littérature arabe classique et moderne, suivi de Sept figures proches, éd. Aden, Paris, 2008

### مؤلفات أخرى
- أدونيس منتحلاً: دراسة في الإستحواذ الأدبي وإرتجالية الترجمة يسبقها: ما هو التناص؟، 1993.[7]
- حصّة الغريب، شعريّة الترجمة وترجمة الشعر عند العرب، ترجمه عن الفرنسيّة محمّد آيت حنّا، مراجعة المؤلّف، منشورات الجمل، بيروت-بغداد، 2011.